# Rosalba rufobasalis
Rosalba rufobasalis là một loài bọ cánh cứng trong họ Cerambycidae.